# اکرونتا
اکرونتا (به لاتین: Akrounta) یک منطقهٔ مسکونی در قبرس است که در ناحیه لیماسول واقع شده‌است.

## خصوصیات
اکرونتا ۳۴۵ نفر جمعیت دارد.